# Parotomys
Genre
Parotomys est un genre de mammifères rongeurs de la famille des Muridae.

## Liste des espèces
Selon ITIS (31 mai 2016) et NCBI (31 mai 2016) :
- Parotomys brantsii (A. Smith, 1834)[3] - rat siffleur de Brants
- Parotomys littledalei Thomas, 1918